# Ciulfina liturgusa
Ciulfina liturgusa är en bönsyrseart som beskrevs av Giglio-tos 1915. Ciulfina liturgusa ingår i släktet Ciulfina och familjen Liturgusidae. Inga underarter finns listade i Catalogue of Life.